# Chrysoprasis globulicollis
Chrysoprasis globulicollis är en skalbaggsart som beskrevs av Dmytro Zajciw 1958. Chrysoprasis globulicollis ingår i släktet Chrysoprasis och familjen långhorningar. Inga underarter finns listade i Catalogue of Life.